# Cydistomyia frontalis
Cydistomyia frontalis är en tvåvingeart som beskrevs av Philip 1959. Cydistomyia frontalis ingår i släktet Cydistomyia och familjen bromsar. Inga underarter finns listade i Catalogue of Life.